# روز تریفیدها
روز تریفیدها (انگلیسی: The Day of the Triffids)، یک رمان پسا آخرالزمانی نوشته جان ویندهام (John Wyndham) نویسنده انگلیسی داستان‌های علمی‌تخیلی است که در سال ۱۹۵۱ منتشر شد. پس از اینکه اکثر مردم جهان توسط یک بارش شهابی ظاهری کور می‌شوند، گونه‌ای از گیاه مهاجم شروع به کشتن مردم می‌کند. اگرچه ویندهام قبلاً رمان‌های دیگری را با استفاده از ترکیب نام‌های مستعار دیگر منتشر کرده بود، اما این اولین رمانی بود که با نام «جان ویندهام» منتشر شد.
از این داستان در سال ۱۹۶۲ فیلم بلندی به همین نام، سه سریال درام رادیویی (در سال‌های ۱۹۵۷ ، ۱۹۶۸ و ۲۰۰۱) و دو سریال تلویزیونی (در سال‌های ۱۹۸۱ و ۲۰۰۹) ساخته شده است. این رمان در سال ۱۹۵۲ نامزد جایزه بین‌المللی فانتزی (International Fantasy Award) شد و در سال ۲۰۰۳ این رمان در نظرسنجی بی‌بی‌سی در بیگ رد فهرست شد. این الهام‌بخش فیلم زامبی ۲۸ روز بعد بود. در سال ۲۰۲۱، این رمان یکی از شش رمان علمی‌تخیلی کلاسیک نویسندگان بریتانیایی بود که توسط پست سلطنتی برای نمایش روی یک سری از تمبرهای پستی بریتانیا (United Kingdom commemorative stamps) انتخاب شد.

## چکیده
قهرمان داستان، بیل میسن، زیست‌شناسی است که زندگی خود را از طریق گیاهان تریفید بلند، سمی و گوشت‌خوار که قادر به حرکت هستند، گذرانده است. با توجه به سابقه خود، بیل مشکوک است که آنها در اتحاد جماهیر شوروی مهندسی زیستی شده‌اند و به‌طور تصادفی در طبیعت رها شده‌اند. به دلیل کیفیت صنعتی عالی روغنی که توسط تریفیدها تولید می‌شود و از آن به دست می‌آید، در سرتاسر جهان کشت‌های سنگین تریفیدی وجود دارد.
داستان با بیل در بیمارستان شروع می‌شود، چشم‌هایش را پس از پاشیدن سم از نیش پانسمان می‌کنند. در طول دوران نقاهت به او از یک بارش شهابی سبز غیرمنتظره می‌گویند. صبح روز بعد، او متوجه می‌شود که نور این نمایش غیرمعمول، هر کسی را که آن را تماشا کرده است، کور کرده است (بیل در ادامه این کتاب حدس می‌زند که «بارش شهابی» احتمالاً در مدار سلاح‌های ماهواره‌ای در حال چرخش بوده و به‌طور تصادفی به راه افتاده است). پس از بازکردن چشمانش، بیمارستان را در هرج‌ومرج می‌بیند، با کارکنان و بیمارانی که بینایی ندارند. او در لندن پر هرج‌ومرج پر از ساکنان نابینا پرسه می‌زند و با رمان‌نویس ثروتمند جوزلا پلیتون ملاقات می‌کند که پس از کشف اینکه مردی نابینا به‌زور از او به‌عنوان راهنما استفاده می‌کند، او را نجات می‌دهد. بیل و جوزلا که مجذوب یک نور واحد در بالای مجلس سنا در شهری تاریک شده‌اند، گروهی از بازماندگان بینا را به رهبری مردی به نام بیدلی که قصد دارد یک مستعمره در حومه شهر ایجاد کند، پیدا می‌کنند. آنها تصمیم می‌گیرند به گروه بپیوندند.
چندهمسری ضمنی در طرح بیدلی برای بازسازی جامعه، برخی از اعضای گروه، به‌ویژه خانم دورانت مذهبی را به وحشت می‌اندازد. با این حال، قبل از اجرای این نقشه‌ها، مردی به نام ویلفرد کوکر دانشگاه را آتش می‌زند و تعدادی از افراد بینا از جمله بیل و جوسلا را می‌رباید. هر یک از آنها به یک فرد نابینا زنجیر می‌شوند و وظیفه رهبری یک اسکادران از نابینایان، جمع‌آوری مواد غذایی و سایر تدارکات را بر عهده می‌گیرند، که در تمام این مدت توسط تریفیدها و آشغال‌جمع‌کن‌های رقیب محاصره می‌شود.
به‌زودی پیروان بیل مریض‌ می‌شوند و بر اثر یک بیماری ناشناخته‌ می‌میرند. هنگامی که یک روز صبح از خواب بیدار‌ می‌شود و متوجه‌ می‌شود که بازماندگان او را ترک کرده‌اند، به مجلس سنا باز‌ می‌گردد تا جوسلا را جستجو کند، اما تنها راهنمایش آدرسی است که گروه بیدلی پشت سر گذاشته است. بیل با یک کوکر توبه‌کار همراه می‌شود و به آدرسی می‌رود، یک املاک روستایی به نام تینشام در ویلشایر. او بخشی از گروه بیدلی را پیدا‌ می‌کند که اکنون توسط دورانت رهبری‌ می‌شود، که در نهایت به او‌ می‌گوید که بیدلی چند روز قبل از رسیدن او به دورست رفته است. هیچ نشانی از جوسلا وجود ندارد. بیل و کوکر تصمیم‌ می‌گیرند به دنبال بیدلی بروند و گروه‌های کوچکی از افراد نابینا و بینا را در مسیر پیدا‌ می‌کنند. در نهایت آنها تصمیم به جدایی می‌گیرند، کوکر برای کمک به تینشام برمی‌گردد، در حالی که بیل پس از یادآوری سخنی که جوسلا درباره دوستانی که در آنجا داشت، به سمت ساسکس داونز می‌رود.
در مسیر، بیل یک دختر جوان بینا به نام سوزان را نجات‌ می‌دهد که او را به تنهایی در خانه به دام افتاده‌ می‌یابد، در حالی که برادر جوانش مرده در باغ دراز کشیده است که توسط یک مرد سهل‌انگار کشته شده است. او پسر را دفن‌ می‌کند و سوزان را با خود‌ می‌برد. چند روز بعد، در یک شب بارانی شدید، نور ضعیفی را از دور‌ می‌بینند. پس از رسیدن به آن، جوسلا و دوستانش را پیدا می‌کنند.
بازماندگان تلاش می‌کنند تا یک مستعمره خودکفا را در ساسکس با موفقیت ایجاد کنند، اما دائماً در معرض تهدیدات تریفیدها هستند که در اطراف حصار بیرونی جمع شده‌اند. چندین سال‌ می‌گذرد، تا اینکه یک روز نماینده‌ای از جناح بیدلی هلیکوپتری را در حیاط آنها فرود‌ می‌آورد و گزارش‌ می‌دهد که گروهش یک مستعمره در جزیره وایت ایجاد کرده است. صحبت دورانت در مورد دورست تلاشی عمدی برای پرتاب بیل به سفرش برای یافتن بیدلی بود. در حالی که بیل و دیگران تمایلی به ترک محل سکونت خود ندارند، گروه تصمیم می‌گیرند تابستان را قبل از نقل مکان به جزیره وایت در ساسکس ببینند.
برنامه‌های آنها با ورود نمایندگان نظامی‌گرای یک دولت استبدادی خود انتصابی، با خودروی زرهی تسریع می‌شود. بیل رهبر را به‌عنوان یک مرد جوان بی‌رحم می‌شناسد که او در یک سفر آشغال‌جمع‌کن در لندن با او روبرو شده بود و او را تماشا کرده بود که یکی از گروه خود را که بیمار شده بود، با خونسردی اعدام می‌کند. دومی قصد دارد به بیل تعداد زیادی از افراد نابینا را بدهد تا از آنها مراقبت کنند و در مزرعه به‌عنوان کار برده از آنها استفاده کنند. او سوزان را نیز به‌عنوان گروگان خواهد گرفت. گروه بیل با تظاهر به توافق، یک مهمانی برگزار‌ می‌کنند و در طی آن بازدیدکنندگان را تشویق به مست شدن‌ می‌کنند. در حالی که بازدیدکنندگان در خواب عمیقی هستند، از خانه بیرون‌ می‌آیند و ماشین زرهی را با ریختن عسل در مخزن سوخت از کار‌ می‌اندازند و از دروازه‌ها عبور‌ می‌کنند و آنها را برای ریختن تریفیدها باز‌ می‌گذارند. رمان با گروه بیل در جزیره به پایان‌ می‌رسد. وایت، مصمم است روزی تریفیدها را از بین ببرد و دنیای آنها را پس بگیرد.

## تاریخچه انتشار
در ایالات متحده، دابل‌دی و کمپانی (Doubleday & Company) دارای حق چاپ ۱۹۵۱ است. یک نسخه فشرده از کتاب نیز در مجله (Collier) در ژانویه و فوریه ۱۹۵۱ به‌صورت سریالی منتشر شد. یک نسخه جلد شومیز خلاصه نشده در اواخر دهه ۱۹۶۰، به ترتیب با دابل‌دی، تحت عنوان کتاب کرست (Crest Book) از انتشارات فاوست (Fawcett World Library) منتشر شد.

## اثرگذاری
ویندهام غالباً تأثیر جنگ دنیاها (۱۸۹۷) اچ. جی. ولز را در روز تریفیدها تأیید می‌کرد عنوان کاری ولز روز سه‌پایه‌ها (The Day of the Tripods) بود.
در برخی از نسخه‌های این رمان، نکات تریفیدها به ذکر مختصری از نظریه‌های تروفیم لیسنکو، کشاورزی‌دان شوروی، یکی از طرفداران لامارکیسم مربوط می‌شود که در نهایت کاملاً رد شد. "در روزهایی که هنوز اطلاعات رد و بدل‌ می‌شد، روسیه موفقیت‌هایی را گزارش کرده بود. با این حال، بعدها، شکافی از روش‌ها و دیدگاه‌ها باعث شد که زیست‌شناسی در آنجا، تحت رهبری فردی به نام لیسنکو، مسیر دیگری را طی کند" (فصل ۲). لیسنکوئیسم در زمان خلق رمان هنوز توسط برخی استالینیسم‌های برجسته بین‌المللی دفاع‌ می‌شد.
در طول بلیتس، ویندهام یک ناظر آتش و بعداً عضو گارد خانگی (Home Guard) بود. او شاهد ویرانی لندن از پشت بام بلومزبری بود. او صحنه‌ها و حوادث زیادی از جمله سکوت عجیب لندن در صبح یکشنبه پس از یک بمباران شدید را در نامه‌هایی به شریک دیرینه‌اش گریس ویلسون توصیف کرد. اینها به روز تریفیدها راه یافتند.

## پذیرش انتقادی
این کتاب توسط سایر نویسندگان علمی‌تخیلی تحسین شده است. کارل ادوارد واگنر (Karl Edward Wagner) از روز تریفیدها به‌عنوان یکی از سیزده بهترین رمان‌های ترسناک علمی‌تخیلی نام برد. آرتور سی. کلارک آن را «داستانی جاودانه» نامید. آنتونی بوچر (Anthony Boucher) و جی. فرانسیس مک کوماس (J. Francis McComas) آن را تحسین کردند و گفتند: «به ندرت جزئیات فروپاشی با چنین معقول بودن دقیق و بی‌واسطه بودن انسانی برخورد شده است و هرگز فروپاشی به چنین منبعی غیرعادی و وحشتناک نسبت داده نشده است». فارست جی. آکرمن (Forrest J Ackerman) در کتاب علمی‌تخیلی شگفت‌انگیز نوشت که تریفیدها"به‌طور فوق‌العاده خوب اجرا می‌شود، به استثنای یک نتیجه‌گیری تا حدی ضد اوج و شاید اجتناب‌ناپذیر".
برایان آلدیس عبارت تحقیرآمیز «فاجعه دنج» (Cozy catastrophe) را برای توصیف زیرژانر داستان‌های آخرالزمانی پس از جنگ که در آن جامعه به جز تعداد انگشت‌شماری از بازماندگان که قادر به لذت بردن از زندگی نسبتاً راحت هستند، نابود می‌شود، ابداع کرد. او روز تریفیدها را به‌عنوان نمونه برشمرد و تریفیدها را «کلاً عاری از اندیشه» توصیف کرد. با این حال، برخی از منتقدان جدیدتر مخالف این دیدگاه هستند. مارگارت اتوود می‌نویسد: «می‌توان جنگ جهانی دوم را که ویندهام از جانبازان آن بود، یک جنگ «دنج» نامید، زیرا همه در آن نمردند».
جان کلوت (John Clute) اظهار داشت که این کتاب به‌طور منظم برای برنامه‌های درسی مدرسه انتخاب می‌شد، زیرا "ایمن" بود. رابرت ام فیلموس آن را برگرفته از کتاب‌های بهتر اچ.جی.ولز نامید. گروف کانکلین (Groff Conklin)، با بررسی اولین انتشار رمان، آن را به‌عنوان «یک ماجراجویی خوب» و «خواندن دلپذیر... به شرطی که به دنبال شاهکارهای علمی‌تخیلی نباشید» توصیف کرد.

## تاثیر فرهنگی
به گفته کارگردان دنی بویل، سکانس افتتاحیه بیمارستانی فیلم روز تریفیدها الهام بخش الکس گارلند برای نوشتن فیلم‌نامه ۲۸ روز بعد (۲۰۰۲) شد.
داستان کوتاه سال ۲۰۱۲ "چگونه یک تریفید بسازیم" نوشته کلی لاگور شامل بحث‌هایی در مورد مسیرهای ژنتیکی احتمالی است که می‌توان آنها را برای مهندسی تریفیدها دستکاری کرد.

## مواضع

### علم و تکنولوژی
روز تریفیدها به پیشرفت‌های بشر در علم و فناوری به‌عنوان عامل احتمالی فروپاشی جامعه‌ای که در رمان به تصویر کشیده شده است، اشاره می‌کند.
اکنون آنها را با انزجاری دیدم که قبلاً هرگز در من ایجاد نکرده بودند. چیزهای بیگانه هولناکی که برخی از ما به‌نحوی خلق کرده بودیم و بقیه با حرص و طمع خود در سرتاسر جهان پرورش داده بودیم، حتی نمی‌شد طبیعت را به خاطر آنها سرزنش کرد.

— بیل میسن، در روز تریفیدها
مایکل داگلاس گرین در پایان‌نامه‌ای با عنوان نقد اجتماعی در رمان‌های اصلی جان ویندهام: رازهای تمدن و حقایق طبیعت، درباره سایر مشارکت‌های علمی در آخرالزمان رمان می‌نویسد:
با این حال، آخرالزمان در روز تریفیدها صرفاً نتیجه ایجاد تریفیدها نیست. در عوض، نوعی فاجعه مرکب است. پس از آن که یک وحشت مصنوعی دیگر - یک ماهواره - به انحراف می‌افتد، تریفیدها آزاد می‌شوند. راوی ظهور نوعی موشک مداری (نه کاملاً بی‌شباهت به ICBM) را توصیف می‌کند که در شرق و غرب توسعه یافته و نه تنها سلاح‌های اتمی را حمل می‌کند، بلکه مواردی مانند بیماری‌های محصولات کشاورزی، بیماری‌های گاو، غبارهای رادیواکتیو، ویروس‌ها و عفونت‌ها را نیز حمل می‌کند. فقط از انواع آشنا، اما انواع کاملاً جدید که اخیراً در آزمایشگاه‌ها ابداع شده‌اند و همه در آنجا شناور هستند."

— نقد اجتماعی در رمان‌های اصلی جان ویندهام: اسرار تمدن و حقایق طبیعت، ص ۲۸-۲۹

### سیاست بریتانیا پس از جنگ جهانی دوم
منتقدان شباهت‌های بین تریفیدها و استعمارزدایی را که پس از سال ۱۹۴۵ در اروپا رخ داد، برجسته کرده‌اند. در مقاله‌ای با عنوان «سیاست پساآخرالزمان: ایدئولوژی‌هایی در مورد محاکمه در روز تریفیده‌های جان ویندهام»، منتقد ادبی جری. Määttä می‌نویسد:
می‌توان ادعا کرد که یکی از دلایلی که روز تریفیدهای جان ویندهام  به‌چنین مخاطبان زیادی دست یافت، این است که می‌توان آن را به‌عنوان یک مذاکره نمادین از وضعیت بریتانیا در چند سال اول پس از جنگ جهانی دوم خواند. در جای دیگر، من همچنین پیشنهاد کرده‌ام که می‌توان به‌عنوان استعاره‌های تحریف‌شده برای مردمان مستعمره‌شده امپراتوری بریتانیا - که در میانه‌ی فرآیند استعمارزدایی - به سرزمین اصلی بریتانیا بازگشتند، می‌توان آن‌ها را که به‌طرز عجیبی تحلیل نشده است خواند، درست مانند مریخی‌ها. در جنگ جهانیان اثر اچ. جی. ولز (۱۸۹۸)، یکی از تأثیرات اصلی ویندهام.

— سیاست‌های پساآخرالزمان: ایدئولوژی‌های در حال محاکمه در روز تریفیدها ۱۳.۲ جان ویندهام، «سیاست پساآخرالزمان: ایدئولوژی‌هایی در محاکمه در روز تریفیدها» اثر جان ویندهام.
رابرت ییتس در مقاله خود «جنسیت و قومیت در حومه پساآخرالزمانی» پیوند دیگری را با استعمار پیشنهاد می‌کند:
عنوان روز تریفیدها نشان‌دهنده یک تغییر نقش استعماری از این نوع است که در آن بشریت دیگر قوی‌ترین گونه نیست، و ماسن می‌گوید که «یک فکر غیرطبیعی است که یک نوع از موجودات باید دائماً تسلط داشته باشد».

— «جنسیت و قومیت در حومه پساآخرالزمانی»، ص. ۱۱۲
در زمان نگارش رمان، پس از تشکیل وزارت آتل (Attlee ministry)، یک دولت رفاه در حال ظهور در بریتانیای کبیر وجود داشت. غل و زنجیر اجباری افراد بینا توسط کوکر به نابینایان بازتاب احساساتی است که برخی از شهروندان طبقه متوسط بریتانیا در پی تغییرات ایجاد شده توسط حزب کارگر پس از پیروزی در انتخابات ۱۹۴۵ آنها احساس کردند.

### از دست دادن هویت
این رمان مکرراً سودمندی فردگرایی در دوران آخرالزمان را زیر سؤال می‌برد. کالین منلوو (Colin Manlove) این پدیده را در مقاله‌اش «همه چیز از بین می‌رود: روز تریفیدهای جان ویندهام» برجسته می‌کند:
همزمان با این روند، افراد هویت خود را از دست می‌دهند. بخشی از این واقعیت از این ناشی می‌شود که همه اکنون در یک موقعیت مشترک قرار دارند، در فاجعه دیگر نمی‌توان یک زراعت‌دان، یک پزشک، یک کشاورز، یک رمان‌نویس بود، بلکه فقط یک فرد در برابر تریفیدها، تنها یک تمایز واقعی بود اگر بینا باشد.

## اقتباس‌ها

### اقتباس‌های سینمایی
- تولیدکنندگان فیلم مستقر در لندن، آلبرت آر. براکلی و اروینگ آلن، حقوق فیلم را خریداری کردند و در سال ۱۹۵۶ جیمی سانگستر را برای نوشتن فیلم‌نامه استخدام کردند.[۲۳] سانگستر معتقد بود که ویندهام یکی از بهترین رمان‌نویسان علمی‌تخیلی بود که در آن زمان می‌نوشت و از اینکه می‌خواست با رمان ویندهام «به‌هم زدن» بپردازد، هم افتخار می‌کرد و هم «کمی ترسید». سانگستر ادعا می‌کند که برای کارش دستمزد دریافت کرده است اما هرگز از تهیه‌کنندگان خبری نشده و فیلم ساخته نشده است. بعدها گفت که فکر نمی‌کردم فیلمنامه‌اش خوب باشد.[۲۴]
- یک نسخه سینمایی بریتانیایی (The Day of the Triffids)، به کارگردانی استیو سکلی (Steve Sekely)، با فیلمنامه‌ای از برنارد گوردون (Bernard Gordon)، در لوکیشن در اسپانیا فیلمبرداری شد و در ژوئیه ۱۹۶۲ (July 1962 ) منتشر شد.[۲۵] با این رمان موافق نبود، اما نشان داد که ریزه‌ها از طریق هاگ‌های حاصل از بارش شهابی به زمین رسیده‌اند.
- در سپتامبر ۲۰۱۰، ورایتی اعلام کرد که یک نسخه فیلم سه‌بعدی توسط تهیه کنندگان دن مورفی و میکائیل پریگر در حال برنامه‌ریزی است.[۲۶]
- انیمه کریون شین چان: داستان متحرک من! حمله بزرگ کاکتوس! (Crayon Shin-chan: My Moving Story) (۲۰۱۵) محیطی مشابه با تریفید داشت که با کاکتوس‌های قاتل جایگزین شد.[۲۷]

### اقتباس‌های بازی
- مدرسه تعطیلات لیپنیس، یک سازمان غیرانتفاعی که در دهه ۱۹۸۰ در اردوهای تابستانی آموزش تجربی در چکسلواکی پیشگام بود، یک بازی در فضای باز بر اساس داستان توسعه داد.[۲۸]
- نسخه ایتالیایی ۱۹۸۳ سیاه‌چال‌ها و اژدهایان پیشرفته (پشته آشفته)، فیگور ماجراجویی فانتزی توسط تی‌اس‌آر. نام مخلوق تریفیدو دینوکولاتو (Il Trifido dinoccolato) تریفید خمیده.

### اقتباس‌های چاپی
مارول کامیکس این داستان را در مجله مجله دنیای ناشناخته علمی تخیلی (۱۹۷۵) اقتباس کرد.

### اقتباس‌های رادیویی
| شخصیت                           | ۱۹۵۷                                | ۱۹۶۸                                 | ۲۰۰۱                        |
| ------------------------------- | ----------------------------------- | ------------------------------------ | --------------------------- |
| بیل میسن (Bill Masen)           | پاتریک بار (Patrick Barr)           | گری واتسون (Gary Watson)             | جیمی گلاور                  |
| جوسلا پلیتون (Josella Playton)  | مونیکا گری (Monica Grey)            | باربارا شلی                          | تریسی-آن اوبرمن             |
| کوکر (Coker)                    | مالکولم هایس (Malcolm Hayes)        | پیتر سالیس                           | لی اینگلبای                 |
| کول. جاکوئیس (Col. Jacques)     | آرتور یانگ (Arthur Young)           | آنتونی ویکارس (Anthony Vicars)       | جافری وایت‌هد                |
| میکائیل بیدلی (Michael Beadley) | جان شارپلین (John Sharplin)         | میکائیل مک‌کلین (Michael McClain)     |                             |
| مستر دورانت (Ms. Durrant)       | مالی لوملی (Molly Lumley)           | هیلدا کریزیمون (Hilda Krisemon)      | ریچندا کِری (Richenda Carey) |
| دکتر وورلس (Dr. Vorless)        | دانکن مکینتری (Duncan McIntyre)     | ویکتور لوکاس (Victor Lucas)          |                             |
| سوزان (Susan)                   | گابریل بلانت                        | جیل کری (Jill Cary)                  | لاکی تریکت (Lucy Tricket)   |
| دنیس برنت (Denis Brent)         | ریچارد مارتین (Richard Martin)      | دیوید بریرلی (David Brierly)         |                             |
| ماری برنت (Mary Brent)          | شلیا ماناهان (Shelia Manahan)       | فردا داوی                            |                             |
| جویس تیلور (Joyce Tailor)       | مارگوت مک‌الیستر (Margot Macalister) | مارگارت رابینسون (Margaret Robinson) |                             |
| تورنس (Torrence)                | تروور مارتین (Trevor Martin)        | هایدن جونز (Hayden Jones)            |                             |

- در سال ۱۹۵۳ این رمان خوانده شد (سرویس خانگی بی‌بی‌سی - ۱۵ × ۱۵ دقیقه، خوانده شده توسط فرانک دانکن)
- جایلز کوپر این رمان را در شش قسمت ۳۰ دقیقه‌ای برای برنامه روشنایی بی بی سی اقتباس کرد،[۲۹] اولین بار بین ۲ اکتبر و ۶ نوامبر ۱۹۵۷ پخش شد. پیتر واتس آن را تولید کرد.[۳۰]
- نسخه دوم اقتباس کوپر، برای رادیو بی‌بی‌سی ۴، اولین بار بین ۲۰ ژوئن و ۲۵ ژوئیه ۱۹۶۸ پخش شد. این نسخه توسط جان پاول، با موسیقی دیوید کین (David Cain) از کارگاه رادیوفونیک بی‌بی‌سی تولید شد.[۳۱][۳۲]
- در آلمان در سال ۱۹۶۸ توسط Westdeutscher Rundfunk (WDR) Köln (کلن) اقتباس شد، که توسط Hein Bruehl ترجمه شد.[۳۳] اخیراً در ژانویه ۲۰۰۸ به‌عنوان یک سریال چهار قسمتی در WDR5 دوباره پخش شد.[نیازمند منبع]
- این در سال ۱۹۶۹ در نروژ توسط Norsk Rikskringkasting (NRK) اقتباس شد، با ترجمه کنوت یوهانسن، و اخیراً به‌عنوان یک مجموعه شش قسمتی در ان‌ارکو در سپتامبر و اکتبر ۲۰۱۲ مجددا پخش شد. نسخه نروژی نیز بر روی لوح فشرده و آی‌تیونز موجود است.[۳۴]
- در سال ۱۹۷۱ این رمان خوانده شد (رادیو بی بی سی ۴ - ۱۰ × ۱۵ دقیقه، خوانده شده توسط گابریل وولف)
- یک عصاره ۲۰ دقیقه‌ای برای مدارس برای اولین بار در ۲۱ سپتامبر ۱۹۷۳ از رادیو بی بی سی ۴ پخش شد که توسط پیتر فوزارد اقتباس و تهیه شد.[نیازمند منبع]
- در سال ۱۹۸۰ این رمان خوانده شد (رادیو بی بی سی ۴/ساعت زن – ۱۴ × ۱۵ دقیقه، خوانده شده توسط دیوید اشفورد)
- اقتباسی از لنس دان در دو قسمت ۴۵ دقیقه‌ای برای سرویس جهانی بی‌بی‌سی اولین بار در ۸ و ۲۲ سپتامبر ۲۰۰۱ پخش شد. کارگردانی آن را روزالیند وارد و با موسیقی سیمون راسل (Simon Russell) انجام داد. قسمت ۲ در ابتدا برای ۱۵ سپتامبر ۲۰۰۱ برنامه‌ریزی شده بود، اما به دلیل حملات ۱۱ سپتامبر دوباره برنامه‌ریزی شد. هر قسمت با یک مستند ۱۵ دقیقه‌ای از کتاب دنبال می‌‎شد.[نیازمند منبع]
- در سال ۲۰۰۴ رمان خوانده شد (رادیو بی بی سی ۷ - ۱۷ × ۳۰ دقیقه، خوانده شده توسط راجر می)

### اقتباس‌های تلویزیونی
- قسمت محدودیت‌های بیرونی (The Outer Limits)) "نمونه: ناشناخته (Specimen: Unknown)".[۳۵]
- نسخه سریال تلویزیونی شش قسمتی (هر قسمت ۳۰ دقیقه) توسط بی‌بی‌سی در سال ۱۹۸۱ تولید شد و ابتدا در UKGold در اوایل دهه ۱۹۹۰ (به‌صورت قسمت‌های ۳×۵۰ دقیقه‌ای که برای فروش بین‌المللی ویرایش شد) و سپس در بی‌بی‌سی چهار تکرار شد. ۲۰۰۶، ۲۰۰۷، ۲۰۰۹ و ۲۰۱۴. جان داتین در نقش بیل میسن نقش‌آفرینی کرد و نسبتاً به رمان وفادار بود، هرچند که جدول زمانی را به یک محیط معاصر منتقل کرد، با روغن تریفید که به‌عنوان یک افزودنی سوخت صرفه‌جویی در انرژی تولید می‌شد.
- در دسامبر ۲۰۰۹، بی‌بی‌سی نسخه جدیدی از داستان را پخش کرد که توسط ای‌آر (ER) و نویسنده نظم و قانون، پاتریک هاربینسون نوشته شده بود.[۳۶] دوگری اسکات در نقش بیل میسن، جولی ریچاردسون در نقش جو پلیتون، برایان کاکس در نقش دنیس میسن، ونسا ردگریو در نقش دورانت، ادی ایزارد در نقش تورنس و جیسون پریستلی در نقش کوکر بازی می‌کنند.[۳۷][۳۸] حدود ۶/۱ میلیون نفر قسمت اول را مشاهده کردند.[۳۹] در این نسخه، تریفیدها در ابتدا در زئیر فرگشت یافتند و روغن آنها به‌عنوان سوخت جایگزین برای جلوگیری از گرم شدن کره زمین استفاده می‌شود. عناصر بازسازی زمین و طاعون در این اقتباس نادیده گرفته شدند. تفاوت دیگر در طرح این بود که کره زمین توسط یک شراره خورشیدی به جای بارش شهابی کور شده بود.
- استودیو آمازون اعلام کرد برنامه‌ریزی شده برای اقتباس سریال تلویزیونی از این رمان با یوهان رنک که کارگردانی و تولید اجرایی برای فیلم‌های خشمگین است.[۴۰]

## دنباله‌ها
سایمون کلارک (Simon Clark) دنباله‌ای به نام  شب تریفیدها (۲۰۰۱) (The Night of the Triffids) نوشت. این داستان ۲۵ سال پس از کتاب ویندهام می‌گذرد و بر ماجراهای دیوید پسر بیل میسن که به نیویورک، ایالات‌متحده آمریکا سفر می‌کند، تمرکز دارد. تولیدات پایان بزرگ (Big Finish Productions) آن را به‌عنوان یک نمایشنامه صوتی در سال ۲۰۱۴ اقتباس کرد. این نمایشنامه با حضور سم تراتون بعداً در ژوئن ۲۰۱۶ از بی‌بی‌سی ۴ پخش شد.
سایمون گولد سرزمین تریفیدها را در سال ۲۰۱۶ منتشر کرد و داستان کریستینا شوفیلد را ادامه داد و از جایی شروع کرد که کتاب «شب تریفیدها» اثر سایمون کلارک متوقف شد. با این حال، از سال ۲۰۲۳، این کتاب برای خرید در دسترس نیست و به هیچ شکلی دراماتیزه نشده است.
در سال ۲۰۲۰، جان ویتبورن (John Whitbourn)، نویسنده انگلیسی علمی تخیلی و فانتزی دنباله‌ای با عنوان «عصر ترافیدها» منتشر کرد. این فیلم در «مستعمره» جزیره وایت در آستانه هزاره اتفاق می‌افتد و جزئیات تجمع بازماندگان از سرتاسر بریتانیا برای آخرین تلاش برای شکست دادن تهدید تریفیدها را شرح می‌دهد. به دلایل کپی‌رایت، این کتاب برای فروش در خارج از کانادا و نیوزیلند نیست.